# 蕭道壽
萧道寿，元朝京兆兴平人。
萧道寿家贫，卖竹杼自给。母亲年八十余岁，萧道寿奉养尽礼。每天早上，等待母亲起，夫妻俩亲侍洗梳。一日三餐，一定等待母亲吃完，然后退而再吃。晚上，一定等待母亲睡下，然后退就寝。出外必相告，母亲同意才敢出。母亲有时发怒，想要惩罚，萧道寿亲自拿来棍杖，伏地等着挨打。打完了，母亲命他起来，才起来。起来再拜，为违反母亲教诲道歉，拱立左右，等到母亲高兴再走。母亲有病时，治了一年不能痊愈，萧道寿割大腿肉给她吃才好。至元八年（1271年），元朝朝廷赐羊酒，旌表其门。